# Sociedade Educação Física Juventus
A Sociedade Educação Física Juventus foi um clube brasileiro de futebol da cidade de Curitiba, no Estado do Paraná.

## História
Fundado em 10 de abril de 1922 com o nome Strzelec (em polonês significa atirador ou arqueiro), em pouco tempo mudou para Towarzystwo Wychowania Fizycznego Junak  (ou em português Sociedade de Educação Física Junak). Na década de 1920 disputou o futebol amador de Curitiba e em 1935 começou a participar o futebol profissional paranaense. Em função de disputas políticas internas e da colonia polonesa, o Junak (em polonês significa jovem destemido e pronuncia-se iunaque) foi substituído por Juventus, em homenagem ao clube de Turim, pois no clube também havia muitos imigrantes italianos.
As cores do Junak eram o vermelho e o branco e com a mudança para Juventus, adotou o tricolor: vermelho, preto e branco.
O clube mandava seus jogos no Estádio Franklin Delano Roosevelt, localizado no Bigorrilho (onde estava localizado, até o início do século XXI a sede da Sociedade União Juventus e após um incêndio, o terreno foi vendido e instalado o hipermercado Angeloni).
O campeonato paranaense de 1949 foi o último como profissional, pois a colônia polonesa, que administrava o clube, no início do ano de 1950, dispensou toda a equipe técnica e os jogadores. Durante as décadas de 1950 e 1960 o Juventus voltou a participar de torneios amadores.

## Títulos

### Estaduais
- Torneio Início: 3 vezes (1945, 1946 e 1948).